# São João do Triunfo
São João do Triunfo ist ein brasilianisches Munizip im Süden des Bundesstaats Paraná. Es hat 13.726 Einwohner (2022), die sich Triunfenser nennen. Seine Fläche beträgt 720 km². Es liegt 809 Meter über dem Meeresspiegel.

## Etymologie
Im Jahr 1864 ließ sich João Nunes de Souza aus São José dos Pinhais hier nieder. Es entstand nach und nach eine Siedlung unter dem Namen Rio da Vargem. Es wurde eine Kapelle errichtet, in der ein Bildnis Johannes des Täufers (São João Batista) aufgestellt wurde. Nach kurzer Zeit wurde der Ortsname geändert. Der Name des Schutzheiligen wurde ergänzt um den Triumph (Triunfo), den die Siedler über die Natur errungen hatten.

## Geschichte

### Besiedlung
Die Geschichte von São João do Triunfo ist eng verbunden mit der Schifffahrt auf dem Iguaçu, der Einwanderung aus Polen, Italien, Deutschland und dem arabischen Raum sowie den Tropeiros (Vieh- und Maultiertreiber zwischen Rio Grande do Sul und dem Absatzmarkt in São Paulo). Der ländliche Raum von São João do Triunfo war bis 1970 durch Heckenlandschaften und kleine Grundstücke eingewanderter Siedler geprägt.
Nach offizieller Lesart begann die Besiedlung 1864, als sich João Nunes de Souza aus São José dos Pinhais hier niederließ. Mit ihm kam seine ganze Familie. Sie rodeten das Gebiet, brachten Saatgut aus, legten Wege in den Wäldern an und machten Werbung, um andere Menschen anzuziehen. Die Einheimischen bauten eine Kapelle, in der das Bildnis des Heiligen Johannes des Täufers aufgestellt wurde. Viele Häuser wurden um die kleine Kirche herum gebaut.
Doch zuvor schon war die Gegend von Caboclos und Indianern bewohnt, die von der Subsistenzwirtschaft, der Jagd und dem Fischfang lebten.

### Einwanderung
Die Ansiedlung von Einwandererkolonien, die Schifffahrt auf dem Iguaçu und die Caboclo-Bevölkerung verleihen São João do Triunfo eine kulturelle Vielfalt und eine Vielzahl religiöser Ausdrucksformen und Raumnutzungen. Die Heterogenität der Bevölkerung prägt den historischen Prozess ständiger Neugestaltung.
São João do Triunfo wurde 1871 in die Kategorie einer Freguesia. erhoben. 1890 wurde es zum Munizip.
Im Jahr 1891 gründeten polnische Einwanderer die Kolonie Palmira. Sie bestand aus 88 ländlichen Parzellen in den zwei Kerngebieten Rio dos Patos und Bromado. Die Wirtschaft Palmiras basierte auf der Nutzung von Pflanzen (Herva Mate und Holz), auf der landwirtschaftlichen Produktion und auf dem Flusshafen.
Nach der Volkszählung von 1890 hatte São João do Triunfo 5.789 Einwohner. Zehn Jahre später waren es schon 11.938 Einwohner. Bei der Volkszählung von 1920 waren es 9.042 Einwohner, davon 220 Ausländer, und das damals eigenständige Munizip Palmira hatte 2.423 Einwohner, davon 290 Polen.
In den 1930er Jahren galt São João do Triunfo als eine der wohlhabendsten Gemeinden der Region. Am rechten Ufer des Iguaçu gelegen, hatte sie den Binnenhafen Porto Feliz. Die Haupteinnahmequellen waren Mateblätter, aber auch Getreide (Mais, Bohnen und Weizen) und der Export von Kiefern- und Imbuia-Holz.
Am Hauptort waren verschiedene Betriebe und Einrichtungen angesiedelt: Finanzamt, Notariat, Schule, Bäckerei, Apotheke, Metzgerei, Schneiderei, Schuhmacherei, Töpferei, Tischlerei und Schreinerei. Besonders erwähnenswert sind die sieben Sägewerke und die zwei Getreidemühlen. Der Flusshafen Palmira hatte ebenfalls eine hervorragende Infrastruktur. Es verfügte über ein Hotel, Geschäftshäuser, einen Freizeitclub, eine Kirche, eine Apotheke, ein Standesamt, ein Postamt und ein Rathaus. Auf der Praça (dem zentralen Platz) befand sich ein Musikpavillon, auf dem an den Wochenenden die Musikkapelle spielte.

### Flussschifffahrt
Die Schifffahrt auf dem Iguaçu, ein wichtiger Faktor für die Entwicklung von São João do Triunfo und Palmira, begann 1882. Mit einer kaiserlichen Konzession errichtete Amazonas de Araújo Marcondes eine Schifffahrtslinie zwischen Porto Amazonas und Porto União. Der Dampfer Cruzeiro trat am 27. Dezember 1882 seine erste Fahrt an.
Die Schifffahrt ermöglichte es, sich an den Ufern des Flusses niederzulassen und seine Produkte zu verkaufen. Von Porto União aus wurden die Produkte mit der Eisenbahn zum Seehafen von São Francisco gebracht. Im März 1915 wurde der Lloyd Paranaense gegründet. Sechsundzwanzig dampfgetriebene Schiffe beförderten Passagiere und Fracht auf dem Iguaçu und seinen Nebenflüssen. Der Erfolg des Lloyd führte dazu, dass er seine Filialen an mehreren Standorten ausbaute, darunter Vila Palmira und Porto Feliz in São João do Triunfo.
Der Bau der Straße von Palmeira nach São Mateus do Sul führte jedoch zum Niedergang. Die letzte Schifffahrtsgesellschaft wurde in den 1950er Jahren aufgelöst. Die Orte, die sich um die Flusshäfen herum angesiedelt hatten und die hauptsächlich vom Fluss lebten, suchten nach Alternativen für ihre wirtschaftliche Existenz. Bis 1950 verfügte das Munizip über mehrere Fabriken (Brauerei, Mineralwasser), die kurz nach der Stilllegung des Hafens in Konkurs gingen oder einfach stillgelegt wurden.

### Erhebung zum Munizip
São João do Triunfo wurde durch das Staatsgesetz Nr. 13 vom 8. Januar 1890 aus Palmeira ausgegliedert und in den Rang eines Munizips erhoben.

## Geografie

### Fläche und Lage
São João do Triunfo liegt auf dem Segundo Planalto Paranaense (der Zweiten oder Ponta-Grossa-Hochebene von Paraná). Seine Fläche beträgt 720 km². Es liegt auf einer Höhe von 809 Metern.

### Vegetation
Das Biom von São João do Triunfo ist Mata Atlântica.

### Klima
Das Klima ist gemäßigt warm. Es werden hohe Niederschlagsmengen verzeichnet (1555 mm pro Jahr). Im Jahresdurchschnitt liegt die Temperatur bei 18,0 °C. Die Klimaklassifikation nach Köppen und Geiger lautet Cfb.

### Gewässer
São João do Triunfo liegt im Einzugsgebiet des Iguaçu. Dieser bildet die südöstliche Grenze des Munizips.

### Straßen
São João do Triunfo ist über die PR-151 mit  Palmeira im Norden und São Mateus do Sul im Süden verbunden.

### Nachbarmunizipien
| Fernandes Pinheiro |                                             | Palmeira       |
| Rebouças           | Kompassrose, die auf Nachbargemeinden zeigt | Lapa           |
|                    | São Mateus do Sul                           | Antônio Olinto |

## Stadtverwaltung
Bürgermeister: Abimael do Valle, PT (2021–2024)
Vizebürgermeister: Geraldo Chaves Alves, PT (2021–2024)

## Demografie

### Bevölkerungsentwicklung
| Jahr | Einwohner | Stadt | Land |
| ---- | --------- | ----- | ---- |
| 1900 | 10.669    |       |      |
| 1920 | 9.032     |       |      |
| 1940 | 10.311    | 10 %  | 90 % |
| 1950 | 10.851    | 13 %  | 87 % |
| 1960 | 9.399     | 14 %  | 86 % |
| 1970 | 10.296    | 11 %  | 89 % |
| 1980 | 10.803    | 18 %  | 82 % |
| 1991 | 12.320    | 23 %  | 77 % |
| 2000 | 12.418    | 28 %  | 72 % |
| 2010 | 13.704    | 30 %  | 70 % |
| 2022 | 13.726    |       |      |

Quelle: IBGE (2011) und Volkszählung 2022

### Ethnische Zusammensetzung
| Gruppe * | 1991    | 2000    | 2010    | wer sich als …                                                                   |
| --- | ------- | ------- | ------- | -------------------------------------------------------------------------------- |
| Weiße | 82,5 %  | 82,1 %  | 78,6 %  | weiß bezeichnet                                                                  |
| Schwarze | 1,9 %   | 1,4 %   | 1,2 %   | schwarz bezeichnet                                                               |
| Gelbe | 0,0 %   | 0,1 %   | 0,7 %   | von fernöstlicher Herkunft wie japanisch, chinesisch, koreanisch etc. bezeichnet |
| Braune | 15,6 %  | 15,7 %  | 19,4 %  | braun oder als Mischung aus mehreren Gruppen bezeichnet                          |
| Indigene | 0,0 %   | 0,4 %   | 0,1 %   | Ureinwohner oder Indio bezeichnet                                                |
| ohne Angabe | 0,0 %   | 0,4 %   | 0,0 %   |                                                                                  |
| Gesamt | 100,0 % | 100,0 % | 100,0 % |                                                                                  |
| *) Das IBGE verwendet für Volkszählungen ausschließlich diese fünf Gruppen. Es verzichtet bewusst auf Erläuterungen. Die Zugehörigkeit wird vom Einwohner selbst festgelegt. |         |         |         |                                                                                  |

Quelle: IBGE (Stand: 1991, 2000 und 2010)

## Wirtschaft
Heute ist die Wirtschaft der Gemeinde ganz auf die Landwirtschaft ausgerichtet.
- Der Tabakanbau begann in São João do Triunfo im Jahr 1959. Seine Produktion stetig ausgeweitet.[1] Zurzeit werden 22.500 Tonnen Tabak pro Jahr (2020) auf 7.900 Hektar produziert.
- Soja wurde auf 6.000 Hektar mit einem Ertrag von 24.000 Tonnen angebaut.
- Herva Mate wurden im Jahr 2020 auf 735 Hektar gut 3.500 Tonnen (grüne Blätter) erzeugt.
- Die Bohnenernte auf 2.000 Hektar betrug 2020 knapp 3.000 Tonnen.[10]